# Калинівка (Октябрський район, Курська область)
Калинівка (рос. Калиновка) — хутір в Октябрському районі Курської області Російської Федерації.
Населення становить 0 осіб. Входить до складу муніципального утворення Артюхівська сільрада.

## Історія
Населений пункт розташований на території українського етнічного та культурного краю Східна Слобожанщина.
Від 2004 року входить до складу муніципального утворення Артюхівська сільрада.

## Населення
| 2002 | 2010 |
| ---- | ---- |
| 25   | ↘0   |